# Leonard Marconi

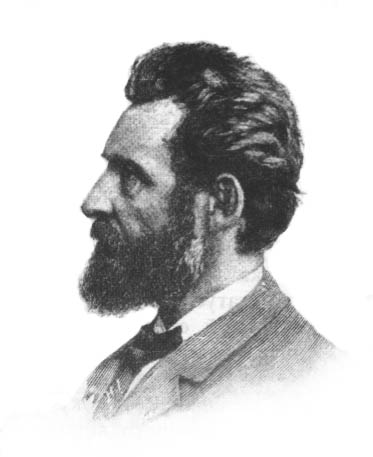
Leonard Marconi

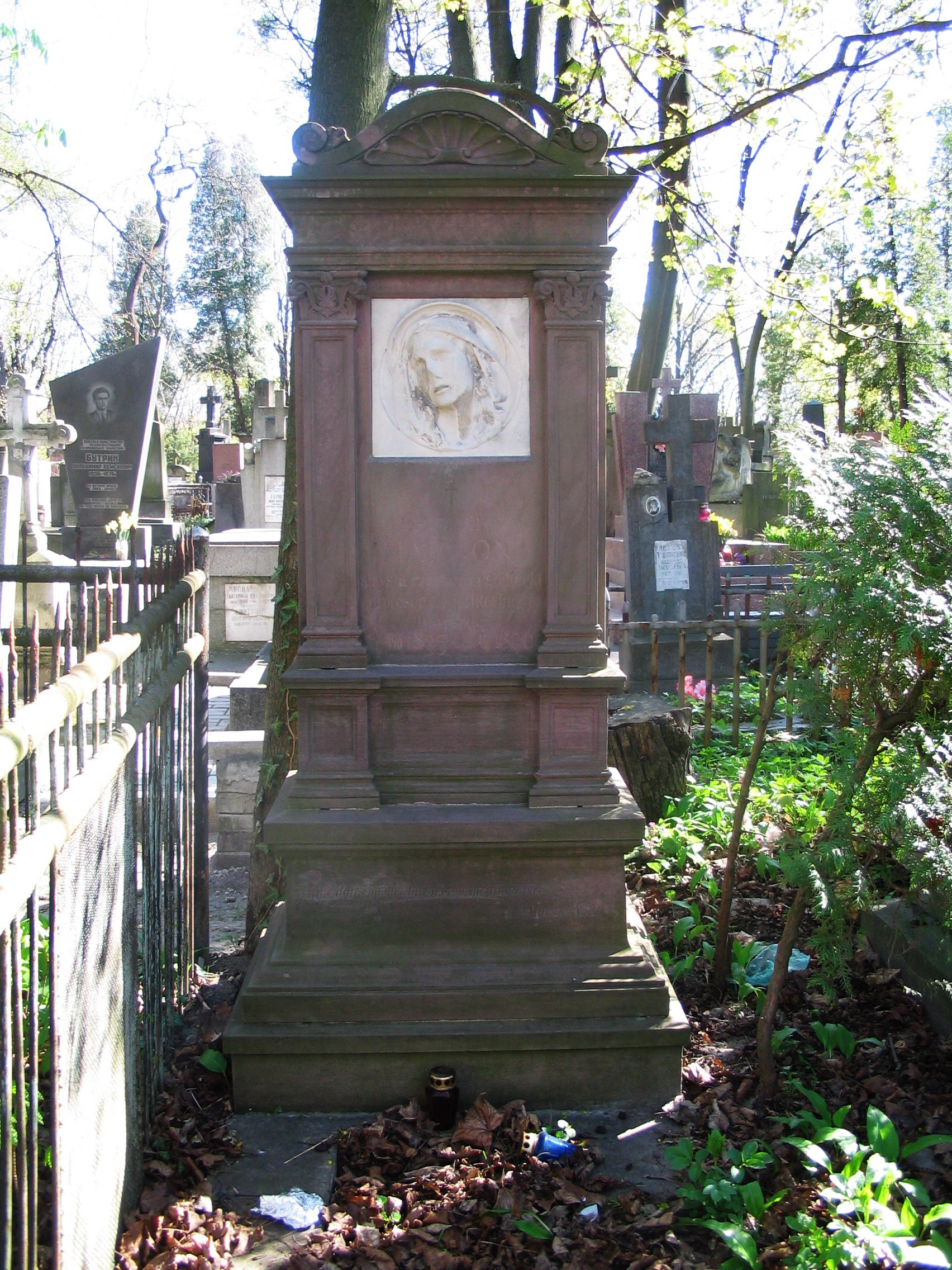
Grabmal Marconis in Lemberg

Leonard Marconi (* 6. Oktober 1835 in Warschau; † 1. April 1899 in Lemberg) war ein polnischer Bildhauer italienischer Abstammung.

## Leben und Herkunft
Leonard Marconi war Sohn des italienischen Bildhauers Ferrante Marconi, der seit 1828 in Warschau lebte, und Neffe des ebenfalls dorthin ausgewanderten Architekten Enrico Marconi. Sein Vetter Władysław Marconi war gleichermaßen Architekt und einer der führenden Denkmalschützer im Königreich Polen vor 1916.
Marconi studierte zunächst an der Warschauer Schule der Bildenden Künste, bevor er zwischen 1859 und 1861 in der Accademia di San Luca in Rom seine Ausbildung zum Bildhauer abschloss. Nach dem Studium kehrte er nach Warschau zurück, wo er 1862 bis 1873 eine Skulpturwerkstatt betrieb. 1873 zog er nach Lemberg, wo er zum Lehrbeauftragten an der Technischen Hochschule berufen wurde und zahlreiche Projekte im öffentlichen Raum verwirklichte.
Als Bildhauer beschäftigte sich Marconi hauptsächlich mit der Porträt- und Grabmalkunst. Sein Fokus lag jedoch auch auf architektonischen Skulpturen.
1899 wurde er auf dem berühmten Lützenhofer Friedhof in Lemberg beerdigt.

## Werke (Auswahl)
- Epitaph aus Carrara-Marmor in der Warschauer Kreuzkirche mit dem Herzen von Frédéric Chopin (1880)
- Skulpturdekor der Fassade und der Innenräume des Galizischen Landtags in Lemberg, heute Hauptgebäude der Lemberger Universität (1879–1888)
- Aleksander-Fredro-Denkmal in Lemberg, nach 1945 nach Breslau versetzt
- Tadeusz-Kościuszko-Denkmal in Krakau, eine Kopie befindet sich in Detroit
- Sparsamkeit, Skulptur auf der Fassade der Galizischen Sparkasse in Lemberg
- Skulpturen auf den Fassaden des Hotel George in Lemberg
- Zwei Grabmäler auf dem Lytschakiwski-Friedhof in Lemberg
- Skulpturen am Kronenberg-Palast Warschau